# ستيف غارسيا
ستيف غارسيا (بالإنجليزية: Steve Garcia) هو فنان قتال مختلط أمريكي، ولد في 22 مايو 1992 في ألباكركي في الولايات المتحدة.

## وصلات خارجية
- ستيف غارسيا على موقع يو إف سي (الإنجليزية)
- ستيف غارسيا على موقع بيلاتور (الإنجليزية)
- ستيف غارسيا على موقع شيردوغ (الإنجليزية)
- ستيف غارسيا على موقع Tapology.com (الإنجليزية)